# Castello di Medusa
Il castello di Medusa è un castello su una collina tra Lotzorai e  Girasole. Un altro castello con lo stesso nome è presente nel comune oristanese di Samugheo.

## Storia
Il castello di Medusa, situato nei comuni di Lotzorai e Girasole Girasole(OG) rappresenta una delle più significative testimonianze di età medievale dell’Ogliastra. Edificato su un colle a poca distanza dal mare, il castello di Medusa si colloca in una posizione strategica presso la foce del Rio Girasole che scorre ai suoi piedi, riproponendo uno schema insediativo ben leggibile anche in altri contesti isolani, a difesa di una vallata fertile nella quale la presenza di un fiume caratterizza, oltre che un vantaggio per quanto riguarda le esigenze agricole, anche una via d’accesso e di penetrazione verso le aree più interne collinari. Tali caratteristiche hanno fatto sì che quest’area fosse assai frequentata già prima dell’edificazione del castello, a giudicare dalla fitta distribuzione in tutta la valle di siti relativi all’età preistorica ma anche ai periodi storici successivi. È nota, infatti, la notizia tratta dall’Itinerario antoniano, secondo cui proprio in questa zona dovesse sorgere la città di Sulci orientale, omonima dell’altra più famosa Sulci d’Occidente, l’odierna Sant’Antioco. Vittorio Angius, nel suo Dizionario geografico storico-statistico-commerciale degli Stati di S. M. il Re di Sardegna, nel 1841 riportava la notizia secondo cui il castello sorgesse sui ruderi di un tempio punico-romano. Non si conosce il periodo di prima edificazione del castello, ancora mai stato oggetto di indagini archeologiche sistematiche, e l’Angius riporta una tradizione locale secondo cui fosse stato costruito da una non meglio identificata regina Medusa, i cui connotati si perdono nel mito. Da una prima analisi documentaria è possibile individuare per il territorio di sua pertinenza un ruolo di non poco interesse all’interno delle vicende politiche e belliche che interessarono tutta la Sardegna in età medievale. Territorio di confine tra il Giudicato di Gallura e quello di Calari, di cui era l’appendice più settentrionale, nei secoli XII e XIII, il richiamo del papa Benedetto VIII e dei Giudici aveva guidato le Repubblica di Pisa e Genova ad unire gli sforzi per liberare la Sardegna dalle incursioni saracene, ponendo così le basi alla progressiva ingerenza delle due potenze marinare. Nel 1258 l’Ogliastra andò in mano al giudice di Gallura, il pisano Giovanni Visconti. La prima menzione del castello risale al 1305, quando con il nome di castrum de Ollastro, Guglielmo di Ricoveranza, agente politico in Italia del re di Aragona, descriveva il castello fra quelli in possesso della giudicessa Giovanna Visconti, erede di Nino Visconti, colui che il Sommo Poeta Dante immortalò nel Canto VIII del Purgatorio. Con lettera del 2 marzo 1308, Vanni Gattarelli, fuoriuscito pisano, informava che Pisa, in previsione di una imminente invasione aragonese, stava distruggendo alcuni castelli, fra i quali quello d’Ogliastra.
Il presidio, centro amministrativo più importante, non solo per la Villa Loçorai de Planitio, ma per tutto il territorio circostante, fu forse distrutto solo in parte, o subito ricostruito, in quanto fu poi governato da un castellano e da un «giudice di fatto» fino al 1323. L’ultimo fu Piero Fini de Perlascio.

## Descrizione
La collina domina la valle racchiusa tra Baunei e Tortolì, e permette il controllo completo del litorale di Lotzorai. Per la favorevole posizione geografica è stata base di insediamenti per l'avvistamento e la difesa del territorio da attacchi nemici, sia via terra che via mare.
Sono rimasti solo alcuni ruderi, coperti dalla vegetazione, seppure agevolmente accessibili. Si è mantenuta, anche se in cattivo stato, la cerchia delle mura, la facciata est e una stanza col soffitto ad arco e l'intonaco bianco.

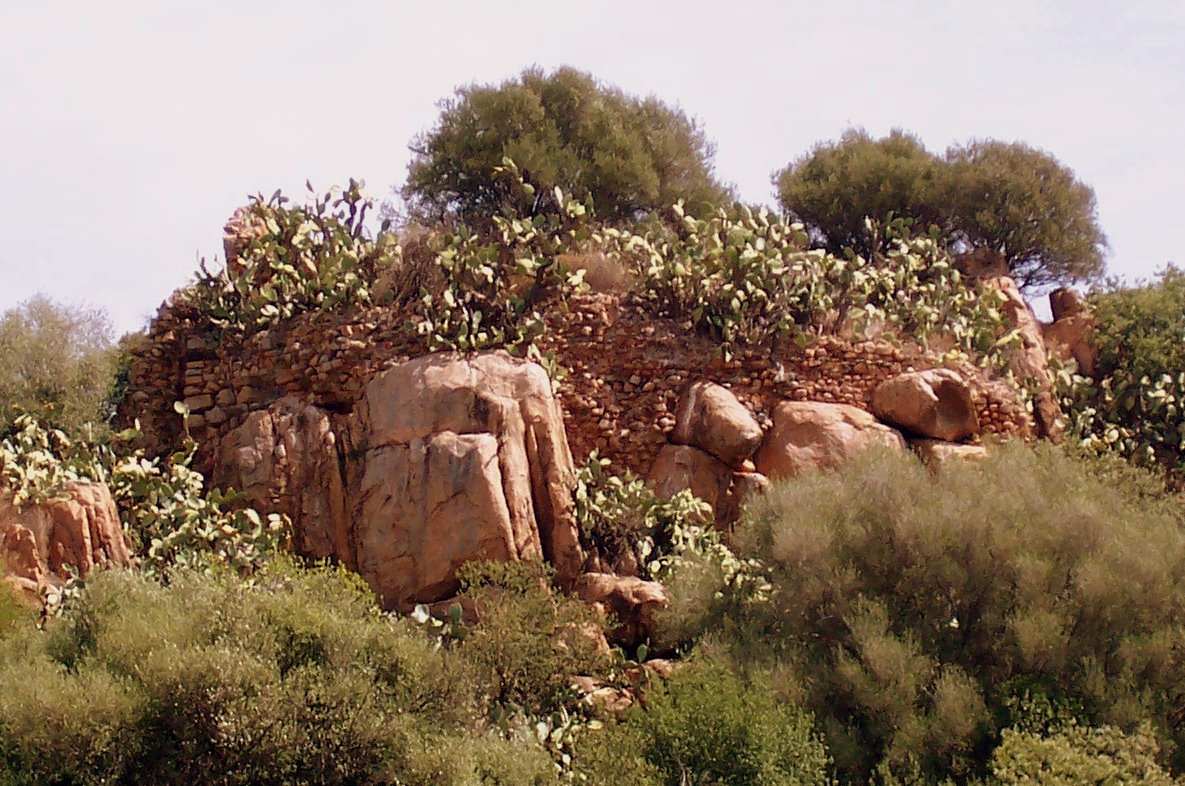
Vista sud del castello

## Leggende
Tra le tante si narra che vi abbia soggiornato una principessa spagnola originaria della zona della Navarra, in Spagna, e che vi sia un passaggio sotterraneo che attraversi il paese e raggiunga il fiume, per permettere la fuga immediata in caso di pericolo.